# Hug VI d'Empúries
Hug VI d'Empúries i I de Cardona (?, ?) fou comte d'Empúries (1322-1325), vescomte de Cardona (1332-1334) i primer baró de Guadalest (Marina Baixa).
Era fill del vescomte Ramon Folc VI de Cardona i Maria Àlvarez. Es casà amb Beatriu d'Anglesola i engendraren Hug II de Cardona, que fou el primer comte de Cardona i que serà qui efectuarà la venda de les tres poblacions d'Aixa i Pego a en Vidal de Vilanova cap a mitjans del segle xiv.

## Accés als títols
Hug heretà el comtat d'Empúries del seu cosí segon, Ponç VI d'Empúries, comtat que també ambicionava Ramon Berenguer, germà de l'infant Pere. Disposat a complaure a tots dos, l'infant Pere cedí el comtat d'Empúries al seu germà a canvi del de Prades i, en compensació, a Hug li atorgà la jurisdicció del Castell d'Aixa, que comprenia els actuals municipis d'Alcalalí, Xaló i Llíber, i el Castell de Pego. La concessió fou ratificada pel rei Jaume el Just l'any 1325. Hug heretà el vescomtat de Cardona després de la mort del seu pare (1320), i la del seu germà gran en Ramon Folc VII, vescomte de Cardona, l'any 1332.